# Onthophagus vespertilio
Onthophagus vespertilio é uma espécie de inseto do género Onthophagus, família Scarabaeidae, ordem Coleoptera.
Foi descrita cientificamente por Howden & Cartwright & Hallfter em 1956.